# Campeonato Amazonense de Futebol de 2019
O Campeonato Amazonense de Futebol de 2019 foi a 103.ª edição da divisão principal do campeonato estadual do Amazonas, cujo nome oficial será Barezão 2019. O campeão garante vaga na Copa do Brasil de 2020, Copa Verde de 2020 e Série D de 2020.
Oito clubes participaram do torneio: os tradicionais da capital Manaus, o Nacional-AM, Rio Negro-AM, Fast Clube, Sul América e o Manaus (bicampeão estadual no ano anterior); o Penarol da cidade de Itacoatiara; Iranduba de Iranduba (campeão estadual  da Série B no ano anterior) e o Princesa do Solimões da cidade de Manacapuru.

## Regulamento
O campeonato será disputado por oito equipes em dois turnos. Tanto no primeiro quanto no segundo, as equipes se enfrentam no sistema de pontos corridos todos contra todos. Os quatro melhores de cada turno avançam às semifinais de turno. As duas equipes de piores campanhas no somatório dos turnos são rebaixadas. Em caso de igualdade na pontuação, são critérios de desempate: 1) mais vitórias; 2) melhor saldo de gols; 3) mais gols pró; 4) confronto direto; 5) sorteio. Semifinais e Finais dos turnos são disputadas em jogo único no sistema mata-mata. A equipe de melhor campanha na fase classificatória de cada turno tem a vantagem do empate. Se uma mesma equipes vencer os dois turnos, será declarada campeã. Em caso de vencedores de turno diferentes, as duas equipes disputam o título em jogos de ida e volta. Em caso de igualdade na pontuação e, depois no saldo de gols do confronto, a taça fica com a equipe de melhor campanha no somatório das fases classificatórias dos dois turnos.

### Critério de desempate
Em caso de igualdade na pontuação, são critérios de desempate: 
- 1) mais vitórias;
- 2) melhor saldo de gols;
- 3) mais gols pró;
- 4) confronto direto;
- 5) sorteio.

Semifinais e Finais dos turnos são disputadas em jogo único no sistema mata-mata. A equipe de melhor campanha na fase classificatória de cada turno tem a vantagem do empate. Se uma mesma equipes vencer os dois turnos, será declarada campeã. Em caso de vencedores de turno diferentes, as duas equipes disputam o título em jogos de ida e volta. Em caso de igualdade na pontuação e, depois no saldo de gols do confronto, a taça fica com a equipe de melhor campanha no somatório das fases classificatórias dos dois turnos.

## Equipes participantes

### Promovidos e rebaixados
| Pos. | Rebaixados da Série A de 2018 |
| ---- | ----------------------------- |
| 7º   | São Raimundo-AM               |
| 8º   | CDC Manicoré                  |

| Pos. | Promovidos da Série B de 2018 |
| ---- | ----------------------------- |
| 1º   | Iranduba                      |
| 2º   | Sul América                   |

## Primeiro Turno

### Classificação
| Classificação | Classificação        | Classificação | Classificação | Classificação | Classificação | Classificação | Classificação | Classificação | Classificação | Classificação | Classificação |
| Pos           | Times                | Pts           | J             | V             | E             | D             | GP            | GC            | SG            | %             |               |
| ------------- | -------------------- | ------------- | ------------- | ------------- | ------------- | ------------- | ------------- | ------------- | ------------- | ------------- | ------------- |
| 1             | Fast Clube           | 13            | 7             | 4             | 1             | 2             | 9             | 5             | +4            | 61.9          |               |
| 2             | Penarol              | 13            | 7             | 4             | 1             | 2             | 8             | 5             | +3            | 61.9          |               |
| 3             | Princesa do Solimões | 12            | 7             | 4             | 0             | 3             | 13            | 9             | +4            | 57.1          |               |
| 4             | Nacional-AM          | 12            | 7             | 4             | 0             | 3             | 9             | 6             | +3            | 57.1          |               |
| 5             | Manaus               | 11            | 7             | 3             | 2             | 2             | 9             | 7             | +2            | 52.4          |               |
| 6             | Rio Negro-AM         | 8             | 7             | 2             | 2             | 3             | 6             | 11            | -5            | 38.1          |               |
| 7             | Iranduba             | 6             | 7             | 1             | 3             | 3             | 6             | 10            | -4            | 28.6          |               |
| 8             | Sul América          | 4             | 7             | 1             | 1             | 5             | 5             | 12            | -7            | 19.0          |               |

| 1 | PRI | PRI | PRI | PRI | PRI | FAS | FAS |
| 2 | MAN | MAN | FAS | NAC | FAS | PRI | PEN |
| 3 | PEN | FAS | NAC | MAN | PEN | NAC | PRI |
| 4 | FAS | NAC | MAN | FAS | NAC | PEN | NAC |
| 5 | IRA | PEN | PEN | PEN | MAN | MAN | MAN |
| 6 | NAC | IRA | IRA | SAM | SAM | RNE | RNE |
| 7 | SAM | SAM | RNE | IRA | IRA | SAM | IRA |
| 8 | RNE | RNE | SAM | RNE | RNE | IRA | SAM |

|  |                                      |
|  | Classificado para as Semifinais      |
|  | Zona de eliminação no Primeiro Turno |

#### Fase final
Em itálico, as equipes que jogarão pelo empate por ter melhor campanha e em negrito os times vencedores das partidas. Na final, há vantagem de empate para a equipe de melhor campanha da primeira fase.
|  | Semifinais           | Semifinais |   |  | Final      | Final |  |
|  |                      |            |   |  |            |       |  |
|  |                      |            |   |  |            |       |  |
|  | Fast Clube           | 1          |   |  |            |       |  |
|  | Nacional-AM          | 1          |   |  |            |       |  |
|  |                      |            |   |  |            |       |  |
|  |                      |            |   |  |            |       |  |
|  |                      |            |   |  | Fast Clube | 1     |  |
|  |                      | Penarol    | 1 |  |            |       |  |
|  |                      |            |   |  |            |       |  |
|  |                      |            |   |  |            |       |  |
|  |                      |            |   |  |            |       |  |
|  |                      |            |   |  |            |       |  |
|  | Penarol              | 1          |   |  |            |       |  |
|  | Princesa do Solimões | 0          |   |  |            |       |  |

## Premiação
| Primeiro Turno     |
| Manaus             |
| ------------------ |
| Fast Clube Campeão |

## Segundo Turno

### Classificação
| Classificação | Classificação        | Classificação | Classificação | Classificação | Classificação | Classificação | Classificação | Classificação | Classificação | Classificação | Classificação |
| Pos           | Times                | Pts           | J             | V             | E             | D             | GP            | GC            | SG            | %             |               |
| ------------- | -------------------- | ------------- | ------------- | ------------- | ------------- | ------------- | ------------- | ------------- | ------------- | ------------- | ------------- |
| 1             | Manaus               | 19            | 7             | 6             | 1             | 0             | 14            | 5             | +9            | 90.5          |               |
| 2             | Nacional-AM          | 13            | 7             | 4             | 1             | 2             | 17            | 6             | +11           | 61.9          |               |
| 3             | Princesa do Solimões | 13            | 7             | 4             | 1             | 2             | 7             | 6             | +1            | 61.1          |               |
| 4             | Iranduba             | 10            | 7             | 3             | 1             | 3             | 5             | 6             | -1            | 47.6          |               |
| 5             | Penarol              | 9             | 7             | 3             | 0             | 4             | 8             | 6             | +2            | 42.9          |               |
| 6             | Rio Negro-AM         | 7             | 7             | 2             | 1             | 4             | 6             | 15            | -9            | 33.3          |               |
| 7             | Sul América          | 6             | 7             | 2             | 0             | 5             | 8             | 13            | -5            | 28.6          |               |
| 8             | Fast Clube           | 3             | 7             | 0             | 3             | 4             | 4             | 12            | -8            | 14.3          |               |

| 1 | MAN | MAN | MAN | MAN | MAN | MAN | MAN |
| 2 | PRI | PRI | PRI | PRI | PRI | PRI | NAC |
| 3 | PEN | NAC | PEN | PEN | PEN | NAC | PRI |
| 4 | FAS | PEN | RNE | NAC | NAC | PEN | IRA |
| 5 | IRA | FAS | NAC | IRA | IRA | IRA | PEN |
| 6 | RNE | RNE | FAS | RNE | RNE | RNE | RNE |
| 7 | NAC | IRA | IRA | SAM | SAM | SAM | SAM |
| 8 | SAM | SAM | SAM | FAS | FAS | FAS | FAS |

|  |                                     |
|  | Classificado para as Semifinais     |
|  | Zona de eliminação no Segundo Turno |

#### Fase final
Em itálico, as equipes que jogarão pelo empate por ter melhor campanha e em negrito os times vencedores das partidas. Na final, não há vantagem de empate para nenhuma equipe.
|  | Semifinais           | Semifinais  |   |  | Final  | Final |  |
|  |                      |             |   |  |        |       |  |
|  |                      |             |   |  |        |       |  |
|  | Manaus               | 5           |   |  |        |       |  |
|  | Iranduba             | 0           |   |  |        |       |  |
|  |                      |             |   |  |        |       |  |
|  |                      |             |   |  |        |       |  |
|  |                      |             |   |  | Manaus | 0     |  |
|  |                      | Nacional-AM | 0 |  |        |       |  |
|  |                      |             |   |  |        |       |  |
|  |                      |             |   |  |        |       |  |
|  |                      |             |   |  |        |       |  |
|  |                      |             |   |  |        |       |  |
|  | Nacional-AM          | 2           |   |  |        |       |  |
|  | Princesa do Solimões | 1           |   |  |        |       |  |

## Premiação
| Segundo Turno  |
| Manaus         |
| -------------- |
| Manaus Campeão |

### Final
Em itálico, as equipes que jogarão pelo empate por ter melhor campanha e em negrito os times vencedores das partidas. Na final, não há vantagem de empate para nenhuma equipe.
Jogo de ida
| Quarta-feira, 24 de abril | Fast Clube | 0 – 2 | Manaus                         | Estádio Ismael Benigno, Manaus |
| 21:00                     |            |       | Vandinho 73' · Jean Carlos 96' |                                |

Jogo de volta
| Sábado, 27 de abril | Manaus | 0 – 0 | Fast Clube | Estádio Ismael Benigno, Manaus |
| 16:00               |        |       |            |                                |

## Estatísticas

### Classificação Geral
1 Devido o acesso do Manaus a Série C de 2020, o Nacional herdou a vaga vacante para a Série D de 2020 de acordo com a classificação geral.

### Média de público
A média de público considera apenas os jogos da equipe como mandante.
| Nº | Time                 | Total  | Jogos | Média |
| -- | -------------------- | ------ | ----- | ----- |
| 1  | Penarol              | 5 066  | 4     | 1 266 |
| 2  | Nacional-AM          | 1 687  | 3     | 562   |
| 3  | Princesa do Solimões | 2 131  | 4     | 532   |
| 4  | Fast Clube           | 1 561* | 6     | 260   |
| 5  | Manaus               | 770    | 3     | 256   |
| 6  | Rio Negro-AM         | 803    | 4     | 200   |
| 7  | Sul América          | 251*   | 3     | 83    |
| 8  | Iranduba             | 205    | 4     | 51    |
| —  | Camp. Amazonense     | 12 386 | 30    | 412   |

| Maior média de público do Barezão 2019 |
| -------------------------------------- |
| A Definir                              |

## Premiação
| Campeonato Amazonense 2019    |
| ----------------------------- |
| Manaus                        |
| MANAUS Tricampeão (3º título) |